# Mouez Hassen
Mouez Hassen (arabisch معز حسن, DMG Muʿizz Ḥasan; * 5. März 1995 in Fréjus) ist ein französisch-tunesischer Fußballspieler. Der Torwart und tunesische A-Nationalspieler steht bei Club Africain Tunis unter Vertrag.

## Karriere

### Vereine
Mouez Hassen begann seine Karriere 2005 bei Stade Raphaëlois und ging 2009 zu Étoile Fréjus-Saint-Raphaël. Nach einem Jahr wechselte er in die Jugend der OGC Nizza. Nach Ende seiner Jugendzeit rückte er in den Kader der ersten Mannschaft auf und kam am 25. September 2013 bei der 0:2-Niederlage gegen den FC Nantes zu seinem Debüt in der Ligue 1. In der Saison 2014/15 sowie in der Hinrunde der Spielzeit 2015/16 war er Stammtorhüter Nizzas. Ende Januar 2017 wurde Hassen, nachdem er in der Saison bis dahin zu keinem Einsatz gekommen war, bis Saisonende an den FC Southampton verliehen. Die Saison 2017/18 spielte Hassen auf Leihbasis beim französischen Zweitligisten LB Châteauroux. Mit Ende seines Vertrages verließ Hassen die OGC Nizza zum 30. Juni 2019 und war zunächst vereinslos.
Ende Oktober 2019 unterschrieb er beim belgischen Erstdivisionär Cercle Brügge einen Vertrag für den Rest der Saison mit einer Option für die Saison 2020/21. Der Verein stand zu diesem Zeitpunkt auf dem letzten Platz der Tabelle. Bis zum Abbruch der Saison infolge der COVID-19-Pandemie stand Hassen lediglich viermal im Dezember 2019 und Januar 2020 für Brügge im Tor. Zum Saisonende einigte er sich mit dem Verein über eine Vertragsauflösung.
Mitte November 2020 fand er mit Stade Brest einen neuen Verein, bei dem er einen Vertrag bis zum Ende der Saison 2020/21 unterschrieb. Nach dem Ablauf seines Vertrages wechselte er ablösefrei zum dreizehnfachen tunesischen Meister Club Africain Tunis.

### Nationalmannschaft
Hassen durchlief von der U16 an alle Auswahlmannschaften des französischen Fußballverbandes. Am 23. Mai 2014 kam er beim 1:1 gegen China erstmals für die U20-Nationalmannschaft zum Einsatz. Sein Debüt für die U21-Auswahl gab er am 25. März 2015 beim 6:0-Sieg gegen Estland. Insgesamt absolvierte Hassen für französische Auswahlmannschaften 14 Einsätze.
Am 27. März 2018 debütierte Hassen beim 1:0-Sieg im Freundschaftsspiel gegen Costa Rica in der tunesischen A-Nationalmannschaft. Für die Weltmeisterschaft 2018 in Russland wurde er in den tunesischen Kader berufen. Im ersten Spiel gegen England (1:2) musste Hassen aufgrund einer Schulterverletzung bereits nach 16 Minuten ausgewechselt werden und wurde anschließend für den Rest des Turniers durch Farouk Ben Mustapha ersetzt.
Beim Afrika-Cup 2019 stand er in fünf Spielen im Tor und erreichte mit seiner Mannschaft das Halbfinale.